# تیانه (ماژول ایستگاه فضایی)
تیانه (چینی: 天和; پین‌یین: Tiānhé; به معنای «هارمونی بهشت ها - یا صلح بهشت»") (چینی ساده: 天和号核心舱; به معنای «tianhe core module»)، با نام کد TH، یا هسته ماژول تیانه (TCM) اولین ماژول ایستگاه فضایی بزرگ مدولار چین است که به عنوان نخستین پرتاب از فاز نهایی برنامه تیان گونگ (پروژه ۹۲۱) در ۲۹ آوریل سال ۲۰۲۱ راه‌اندازی و وارد مدار شد، این پروژه بخشی از برنامه‌های فضایی چین می‌باشد.